# Eesti Laul
Eesti Laul (dosł.: Estońska piosenka) – coroczny konkurs muzyczny organizowany od 2009 roku przez estońską sieć telewizyjno-radiową Eesti Rahvusringhääling. Program ma na celu wyłonienie reprezentanta kraju w Konkursie Piosenki Eurowizji.
O wynikach każdego z koncertów decydują zarówno jurorzy, jak i telewidzowie.

## Format
Konkurs podzielony jest na dwa etapy: półfinał oraz finał. W latach 2009–2010 organizowany był jedynie koncert finału, zaś w latach 2011–2023 rozgrywane były dwa koncerty półfinałowe.
W koncercie półfinałowym bierze udział piętnaście wykonawców, spośród których do finału awans uzyskuje pięciu z nich. Do finału kwalifikuje się również pięć wykonawców wybranych przez nadawcę. Zwycięzca finału wyłaniany jest w dwuetapowym głosowaniu: w pierwszej rundzie głosy oddają jurorzy i telewidzów w stosunku głosów 50:50. Trzech wykonawców z najwyższym wynikiem przechodzi do drugiej rundy. W drugiej rundzie o wyniku decydują jedynie telewidzowie. 

## Prowadzący
| Prowadzący       | Sezony | Sezony | Sezony | Sezony | Sezony | Sezony | Sezony | Sezony | Sezony | Sezony | Sezony | Sezony | Sezony | Sezony | Sezony | Sezony |
| Prowadzący       | 2009   | 2010   | 2011   | 2012   | 2013   | 2014   | 2015   | 2016   | 2017   | 2018   | 2019   | 2020   | 2021   | 2022   | 2023   | 2024   |
| ---------------- | ------ | ------ | ------ | ------ | ------ | ------ | ------ | ------ | ------ | ------ | ------ | ------ | ------ | ------ | ------ | ------ |
| Henrik Kalmet    |        |        |        |        |        | ●      | ●      |        |        |        |        |        |        |        |        |        |
| Märt Avandi      |        | ●      |        |        |        |        |        | ●      | ●      |        |        |        |        |        |        |        |
| Ott Sepp         |        | ●      | ●      |        |        |        |        | ●      | ●      | ●      |        |        |        |        |        |        |
| Henry Kõrvits    | ●      |        |        |        |        |        |        |        |        |        |        |        |        |        |        |        |
| Robert Kõrvits   | ●      |        |        |        |        |        |        |        |        |        |        |        |        |        |        |        |
| Lenna Kuurmaa    |        |        | ●      |        |        |        |        |        |        |        |        |        |        |        |        |        |
| Piret Järvis     |        |        | ●      | ●      |        |        |        |        |        |        |        |        |        |        |        |        |
| Taavi Teplenkov  |        |        |        | ●      |        |        |        |        |        |        |        |        |        |        |        |        |
| Tiit Sukk        |        |        |        | ●      |        |        |        |        |        |        |        |        |        |        |        |        |
| Marko Reikop     |        |        |        |        | ●      | ●      | ●      |        |        |        |        |        |        |        |        |        |
| Anu Välba        |        |        |        |        | ●      |        |        |        |        |        |        |        |        |        |        |        |
| Meelis Kubo      |        |        |        |        |        |        |        |        |        | ●      |        |        |        |        |        |        |
| Piret Krumm      |        |        |        |        |        |        |        |        |        |        | ●      |        |        |        |        |        |
| Karl-Erik Taukar |        |        |        |        |        |        |        |        |        |        | ●      | ●      |        |        |        |        |
| Tõnis Niinemets  |        |        |        |        |        |        |        |        |        |        |        | ●      | ●      |        | ●      | ●      |
| Grete Kuld       |        |        |        |        |        |        |        |        |        |        |        |        | ●      |        | ●      | ●      |
| Priit Loog       |        |        |        |        |        |        |        |        |        |        |        |        |        | ●      |        |        |
| Maarja-Liis Ilus |        |        |        |        |        |        |        |        |        |        |        |        |        | ●      |        |        |

## Zwycięzcy
Pierwszym zwycięzcą formatu Eesti Laul został zespół Urban Symphony z piosenką „Rändajad”, która zajęła szóste miejsce w finale 54. Konkursu Piosenki Eurowizji w 2009 roku. Tym samym grupa osiągnęła jeden z najlepszych wyników w historii startów kraju w widowisku. Drugim zwycięzcą eliminacji, który osiągnął największy sukces podczas Konkursu Piosenki Eurowizji, jest Ott Lepland, który w 2012 roku także zajął szóste miejsce, ale z utworem „Kuula” w finale 57. Konkursu Piosenki Eurowizji. Kolejnymi zwycięzcami eliminacji, którzy osiągnęli sukces, są Stig Rästa i Elina Born, którzy w 2015 roku zajęli siódme miejsce, z utworem „Goodbye to Yesterday” w finale 60. Konkursu Piosenki Eurowizji, oraz Elina Neczajewa, która w 2018 roku z utworem „La Forza” zajęła ósme miejsce w finale 63. Konkursu Piosenki Eurowizji.
| Rok  | Utwór                                              | Wykonawca               | Autor(zy)                                                                                               | Finał                                        | Punkty                                       | Półfinał                                     | Punkty                                       |
| ---- | -------------------------------------------------- | ----------------------- | --- | -------------------------------------------- | -------------------------------------------- | -------------------------------------------- | -------------------------------------------- |
| 2009 | „Rändajad”                                         | Urban Symphony          | Sven Lõhmus                                                                                             | 6                                            | 129                                          | 3                                            | 115                                          |
| 2010 | „Siren”                                            | Malcolm Lincoln         | Robin Juhkental                                                                                         | –                                            | –                                            | 14                                           | 39                                           |
| 2011 | „Rockefeller Street”                               | Getter Jaani            | Sven Lõhmus                                                                                             | 24                                           | 44                                           | 9                                            | 60                                           |
| 2012 | „Kuula”                                            | Ott Lepland             | Ott Lepland, Aapo Ilves                                                                                 | 6                                            | 120                                          | 4                                            | 100                                          |
| 2013 | „Et uus saaks alguse”                              | Birgit Õigemeel         | Mihkel Mattisen, Silvia Soro                                                                            | 20                                           | 19                                           | 10                                           | 51                                           |
| 2014 | „Amazing”                                          | Tanja                   | Timo Vendt, Tatjana Mihhailova-Saar                                                                     | –                                            | –                                            | 12                                           | 36                                           |
| 2015 | „Goodbye to Yesterday”                             | Elina Born i Stig Rästa | Stig Rästa                                                                                              | 7                                            | 106                                          | 3                                            | 105                                          |
| 2016 | „Play”                                             | Jüri Pootsmann          | Fred Krieger, Stig Rästa, Vallo Kikas                                                                   | –                                            | –                                            | 18                                           | 24                                           |
| 2017 | „Verona”                                           | Koit Toome i Laura      | Sven Lõhmus                                                                                             | –                                            | –                                            | 14                                           | 85                                           |
| 2018 | „La Forza”                                         | Elina Neczajewa         | Timo Vendt, Mihkel Mattisen, Ksenia Kuchukova                                                           | 8                                            | 245                                          | 5                                            | 201                                          |
| 2019 | „Storm”                                            | Victor Crone            | Stig Rästa, Vallo Kikas, Victor Crone, Fred Krieger                                                     | 20                                           | 76                                           | 4                                            | 198                                          |
| 2020 | „What Love Is”                                     | Uku Suviste             | Uku Suviste, Sharon Vaughn                                                                              | Konkurs anulowany z powodu pandemii COVID-19 | Konkurs anulowany z powodu pandemii COVID-19 | Konkurs anulowany z powodu pandemii COVID-19 | Konkurs anulowany z powodu pandemii COVID-19 |
| 2021 | „The Lucky One”                                    | Uku Suviste             | Uku Suviste, Sharon Vaughn                                                                              | –                                            | –                                            | 13                                           | 58                                           |
| 2022 | „Hope”                                             | Stefan                  | Stefan Airapetian, Karl-Ander Reismann                                                                  | 13                                           | 141                                          | 5                                            | 209                                          |
| 2023 | „Bridges”                                          | Alika                   | Wouter Hardy, Nina Sampermans, Alika Milowa                                                             | 8                                            | 168                                          | 10                                           | 74                                           |
| 2024 | (Nendest) narkootikumidest ei tea me (küll) midagi | 5miinust & Puuluup      | Kim Wennerström, Kristjan Jakobson, Priit Tomson, Marko Veisson, Mihkel Tamm, Karl Kivastik, Ramo Teder | 20                                           | 37                                           | 6                                            | 79                                           |